# 艾哈邁德-卡德羅夫清真寺 (阿布古實)
艾哈邁德-卡德羅夫清真寺，又稱和平清真寺，是以色列阿布高什一家清真寺，位於聖城耶路撒冷以西十公里。其面積達3,200平方公尺，僅次於位於聖殿山的阿克薩清真寺。
清真寺始建於2011年、耗費1,000萬美元興建，其中600萬由車臣方面支付。有四座高52公尺的宣禮塔，可容納3,000人聚禮。
清真寺的名字取自原俄羅斯車臣共和國總統艾哈邁德·卡德羅夫。清真寺於2014年3月23日由其兒子、繼任車臣總統的拉姆贊·卡德羅夫揭幕。當地的居民的祖先據說是來自北高加索。